# ТЕС Термолі (Sorgenia)
ТЕС Термолі (Sorgenia) — теплова електростанція на східному узбережжі центральної частини Італії, у регіоні Молізе в провінції Кампобассо. Споруджена з використанням технології комбінованого парогазового циклу.
Введена в експлуатацію у 2006 році, станція має один блок потужністю 777 МВт. У ньому встановлені дві газові турбіни потужністю по 255 МВт, які через котли-утилізатори живлять одну парову з показником 270 МВт. За рік ТЕС виробляє понад 4 млрд кВт·год електроенергії
Як паливо станція використовує природний газ.
Зв'язок з енергомережею відбувається по ЛЕП, розрахованій на роботу із напругою 380 кВ.